# Apple Store (интернет-магазин)
Apple Store (online) — сеть интернет-магазинов компании Apple Inc. Apple продаёт всю линейку своих продуктов в этих интернет-магазинах в разных странах. Также, в этих магазинах Apple продаёт аксессуары других производителей для своей продукции. Магазины являются собственностью Apple. Их управление осуществляется из центрального офиса Apple из Купертино, Калифорния. Товары, имеющиеся в интернет-магазинах можно также заказать по телефону.

## История
- Менее чем через год после приобретения NeXT в последние дни 1996 года, Apple открыла в интернет этот магазин 10 ноября 1997.
- Стив Джобс объявил, что новый интернет-магазин получил заказов, в свой первый месяц работы, более чем на 12 миллионов долларов.
- 15 июня 2010 года, Apple выпустила приложение для iOS для покупок в Apple Store (online). С помощью этого приложения пользователи могут покупать продукцию Apple, находить магазины и записаться на приём, если им нужно получить консультацию по продукции Apple.
- 26 июня 2013 года открылся российский магазин Apple Store (online)[1], но доставка товаров осуществляется только в некоторые регионы.[2] С марта 2022 года магазин закрыт в связи с решением компании о прекращении всех продаж в России.[3]

## Продаваемые товары
- Оборудование
- Программное обеспечение от Apple
- Программное обеспечение от третьих лиц
- Восстановленное оборудование